# Marcel Carfantan
Marcel Carfantan est un coureur cycliste français, né le 21 février 1933 à Pleurtuit en Ille-et-Vilaine.
Il a été professionnel de 1956 à 1962. C'était un coureur de critériums réputé. Il a fait partie de l'équipe de l'Ouest pour le Tour de France 1957.

## Palmarès
- 1953
  - 3e du Prix des Angevines

- 1954
  - 2e du championnat de France militaires sur route

- 1957
  - Prix de Morlaix

- 1958
  - Prix de Lanneanou
  - Prix de Lanriec
  - Prix de Plouigneau

- 1960 
  - Prix de Saint-Brieuc

- 1963
  - Prix des Angevines
  - 3e de Rennes-Basse-Indre

## Résultats sur les grands tours
1 participation
- Tour de France 1957 : hors délai (1re étape)